# Ostheim vor der Rhön
Ostheim vor der Rhön, Ostheim v. d. Rhön – miasto w Niemczech, w kraju związkowym Bawaria, w rejencji Dolna Frankonia, w regionie Main-Rhön, w powiecie Rhön-Grabfeld, siedziba wspólnoty administracyjnej Ostheim vor der Rhön. Leży na pograniczy Grabfeldu i Rhön, ok. 15 km na północ od Bad Neustadt an der Saale, nad rzeką Streu, przy drodze B285 i zabytkowej linii kolejowej Fladungen – Mellrichstadt.

## Dzielnice
W skład miasta wchodzą następujące dzielnice: Oberwaldbehrungen, Thüringer Hütte i Urspringen

## Zabytki i atrakcje
- zamek Ostheim
- ruiny zamku Lichtenburg
- historyczne Stare Miasto
- Muzeum Organów w Zamku Hanstein
- tumulusy
- zabytkowa kolej z Fladungen do Mellrichstadt

## Współpraca
Miejscowość partnerska:
- Wasungen, Turyngia